# 테레벨룸
테레벨룸(Terebellum) 또는 궁수자리 오메가(ω Sgr)는 궁수자리 방향에 있는 쌍성계로 별자리 동쪽 염소자리와의 경계 근처에 자리잡고 있다.

## 속성
이 계는 황색으로 빛나며 겉보기등급은 4.70으로 맨눈으로 볼 때 희미하게 보인다. 시차에 의하면 이 계는 지구로부터 76 광년 떨어져 있고 초속 16 킬로미터의 속도로 가까워지고 있다. 오메가는 황도 근처에 있어서 달이 이 계를 가리기도 한다.
오메가 계의 구성원들은 서로를 4.6892년에 1회 공전하고 있으며 궤도 이심률은 0.82이다. 눈에 보이는 구성원은 G형 준거성으로 분광형은 G5 IV이다. 이 별의 나이는 약 30억 년이고 초당 5.6 킬로미터의 속도로 회전하고 있다. 이 별의 광구 유효온도는 5499 켈빈으로 전체 광도는 태양의 7배에 이른다.

## 명명법
궁수자리 오메가(ω Sgr)는 이 계를 바이어 명명법으로 표시한 이름이다.
오메가는 궁수자리 60, 62, 59와 함께 '테레벨룸' 별자리를 구성한다. 1971년 NASA의 비망록에 따르면 테레벨룸(Terebellum)은 원래 별 네 개를 묶어 부르는 이름으로, 궁수자리 오메가는 테레벨룸 I, 궁수자리 59는 테레벨룸 II, 궁수자리 60은 테레벨룸 III, 궁수자리 62는 테레벨룸 IV이다. 2016년 국제천문연맹(IAU)은 항성들의 고유명칭을 정리하여 공식화할 목적으로 항성목록 워킹그룹(WGSN)을 조직했다. WGSN은 2017년 9월 5일 궁수자리 오메가의 공식명칭으로 테레벨룸(Terebellum)을 부여했으며 이 명칭은 현재 IAU 인증 항성명칭목록에 포함되어 있다.
중화권에서 오메가 계는 두수에서 구국(狗國, '개의 땅')에 포함되어 있다. 구국을 구성하는 별들은 궁수자리 오메가 외에 궁수자리 60, 62, 59가 있다. 이들 중 오메가 하나만을 부르는 이름은 구국1(狗國一)이다.